# Việt Nam tại Đại hội Thể thao Đông Nam Á 2003
Việt Nam là quốc gia tổ chức Đại hội Thể thao Đông Nam Á 2003 từ ngày 5 đến ngày 13 tháng 12 năm 2003.